# Судзукі Сіґейосі
Судзукі Сіґейосі (яп. 鈴木 重義, нар. 13 жовтня 1902, Фукусіма — пом. 20 грудня 1971) — японський футболіст, що грав на позиції нападника.

## Клубна кар'єра
Грав за команду Waseda WMW.

## Виступи за збірну
У 1927 році провів дві гри у складі національної збірної Японії.